# Flatberget
Flatberget är ett naturreservat i Lycksele kommun och Åsele kommun i Västerbottens län.
Området är naturskyddat sedan 2017 och är 856 hektar stort. Reservatet omfattar tre berg, Flatberget, Mossaberget och den något lägre Sörhobben med omgivande våtmarker och granskog.